# Белоберёзская сельская община
Белоберёзская сельская общи́на (укр. Білоберізька сільська громада) — территориальная община в Верховинском районе Ивано-Франковской области Украины.
Административный центр — село Белоберёзка.
Население составляет 8672 человек. Площадь — 366,4 км².

## Населённые пункты
В состав общины входят 17 сёл:
- Барвинков
- Белая Речка
- Белоберёзка
- Голошина
- Грамотное
- Гринява
- Долгополе
- Кохан
- Полянки
- Пробойновка
- Сеньковское
- Стебни
- Стовпни
- Устерики
- Хороцево
- Черемошна
- Яблоница